# Naturschutzgebiet Haarener Lippeaue
Koordinaten: 51° 42′ 12″ N, 7° 55′ 8″ O

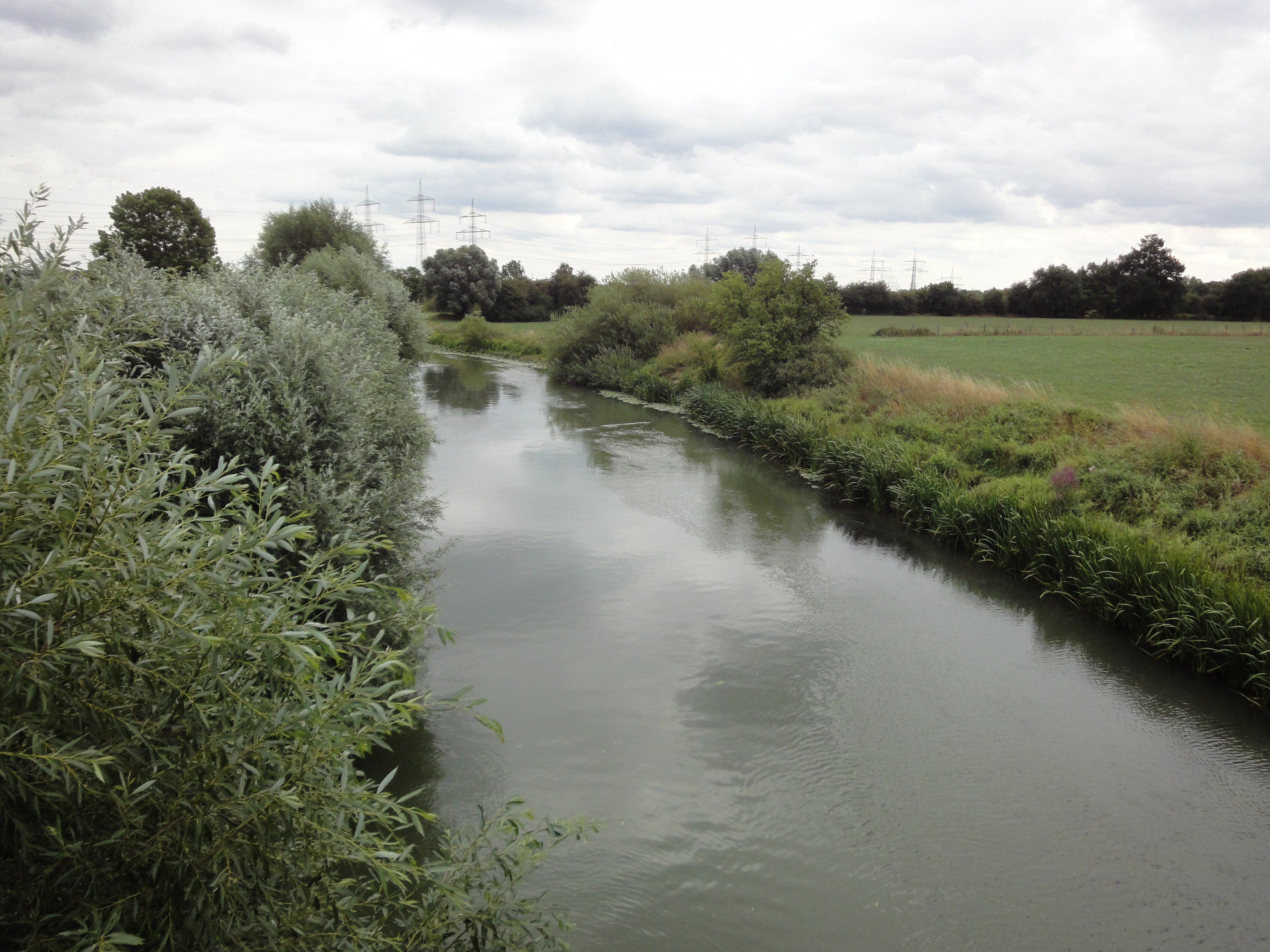
Naturschutzgebiet Haarener Lippeaue (Januar 2011)

Das Naturschutzgebiet Haarener Lippeaue liegt auf dem Gebiet der kreisfreien Stadt Hamm in Nordrhein-Westfalen.
Das rund 101,76 ha große Gebiet, das im Jahr 1995 unter der Schlüsselnummer HAM-009 unter Naturschutz gestellt wurde, erstreckt sich nördlich von Haaren (Ortsteil von Hamm) und südlich von Dolberg (Stadtteil von Ahlen). Die Lippe fließt am nördlichen Rand des Gebietes und im westlichen Bereich durch das Gebiet hindurch. Westlich des Gebietes erstreckt sich das rund 72,7 ha große Naturschutzgebiet (NSG) Oberwerrieser Mersch, nordöstlich das rund 35,45 ha große NSG Lippeaue zwischen Dolberg und Uentrop und südlich das rund 20,8 ha große NSG Haarener Baggerseen.